# Trauma (film, 1978)
Pour les articles homonymes, voir Trauma.
Pour plus de détails, voir Fiche technique et Distribution.
Trauma, également connu sous le titre Violación fatal, est un giallo espagnol réalisé par León Klimovsky et sorti en 1978.

## Fiche technique
- Titre original espagnol : Trauma ou Violación fatal[1]
- Réalisateur : León Klimovsky
- Scénario : Juan José Porto, Carlos Puerto
- Photographie : Pablo Ripoll
- Montage : Pedro del Rey
- Musique : Ángel Arteaga
- Production : Gabriel Iglesias, Heinrich von Starhemberg (nl)
- Société de production : Laro Films S.A., Producciones Grégor S.A.
- Pays de production :  Espagne
- Langue originale : espagnol
- Format : Couleurs - 1,85:1 - Son mono - 35 mm
- Durée : 83 minutes
- Genre : Giallo, film d'épouvante
- Dates de sortie :
  - Espagne : 11 septembre 1978

## Distribution
- Ágata Lys : Veronica
- Heinrich von Starhemberg (nl) (sous le nom d'« Henry Gregor ») : Daniel
- Ricardo Merino (es) : Gabriel
- Isabel Pisano : Eva
- Antonio Mayans (es) : Víctor
- Sandra Alberti : Elena
- Irene Foster : Ana